# Selton Mello
Selton Mello, all'anagrafe Selton Figueiredo Melo (Passos, 30 dicembre 1972), è un attore, doppiatore e regista brasiliano.

## Biografia
Nato a Passos, da bambino si è trasferito a San Paolo con la famiglia. Ha ascendenze italiane e portoghesi. È figlio di Dalton Natal de Melo e Selva Aretuza Figueiredo Melo, nonché fratello dell'attore Danton Mello e cugino del musicista e compositore Wagner Tiso.
Selton Mello e Danton Mello hanno mosso artisticamente i primi passi piuttosto presto (da bambini hanno anche lavorato insieme in alcuni spot televisivi). Per Selton l'esordio da attore è avvenuto a soli otto anni, nella telenovela Dona Santa, trasmessa da Rede Bandeirantes, nel ruolo di Sidney, uno dei personaggi centrali della trama. Nel 1984 è passato a Rede Globo, essendo stato scritturato per la telenovela Corpo a Corpo, che ha anche segnato il debutto di Danton in una produzione televisiva. Selton Mello è in seguito apparso nella telenovela Il cammino della libertà, nel ruolo di Rafael, un piccolo schiavo che verrà liberato. 
Nel 1990 ha fatto il suo debutto cinematografico nel film Uma Escola Atrapalhada. Nel 1992 ha ripreso ad apparire nelle telenovelas Globo. 
Ha diretto alcuni film e tre videoclip.
Si è anche dedicato al doppiaggio. In tale ambito ha dato voce a diversi personaggi dei cartoni animati, tra cui Charlie Brown, e ha doppiato alcuni noti attori hollywoodiani come Ralph Macchio, Judd Nelson, River Phoenix e Kiefer Sutherland.
Nel 2021 è stato protagonista della telenovela Nos Tempos do Imperador, impersonando l'imperatore Pietro II del Brasile.
Nel 2024 ha svolto il ruolo di Rubens Paiva nel film Io sono ancora qui, che ricostruisce la vita del noto antifascista brasiliano, scomparso nel nulla durante il periodo della dittatura militare.  La pellicola ha vinto l'Oscar.  

## Vita privata
Molto riservato nella sua privacy, è stato sentimentalmente legato alle attrici Danielle Winits e Andrea Leal.

## Filmografia parziale

### Cinema
- Uma Escola Atrapalhada (1990)
- Io sono ancora qui (Ainda estou aqui), regia di Walter Salles (2024)

### Televisione
- Corpo a corpo (1984)
- Il cammino della libertà (Sinhá Moça), regia di Reynaldo Boury e Jayme Monjardim (1986)
- Nos Tempos do Imperador (2021)

## Doppiatori italiani
- Andrea Lavagnino in Io sono ancora qui